# 凯萨克
凯萨克（法語：Queyssac，法語發音：[kesak]）是法国多尔多涅省的一个市镇，属于贝尔热拉克区。

## 地理
凯萨克（44°54'20"N, 0°33'0"E）面积12.35 平方千米，位于法国新阿基坦大区多爾多涅省，该省份为法国西南部内陆省份，是法國本土面积第三大的省，大致对应佩里戈尔地区，北起顺时针与夏朗德省、上维埃纳省、科雷兹省、洛特省、洛特-加龙省、吉倫特省和滨海夏朗德省接壤。
与凯萨克接壤的市镇（或旧市镇、城区）包括：埃罗-克朗普斯-莫朗斯、康普塞格雷、拉蒙济-蒙塔斯特吕克、朗布拉。

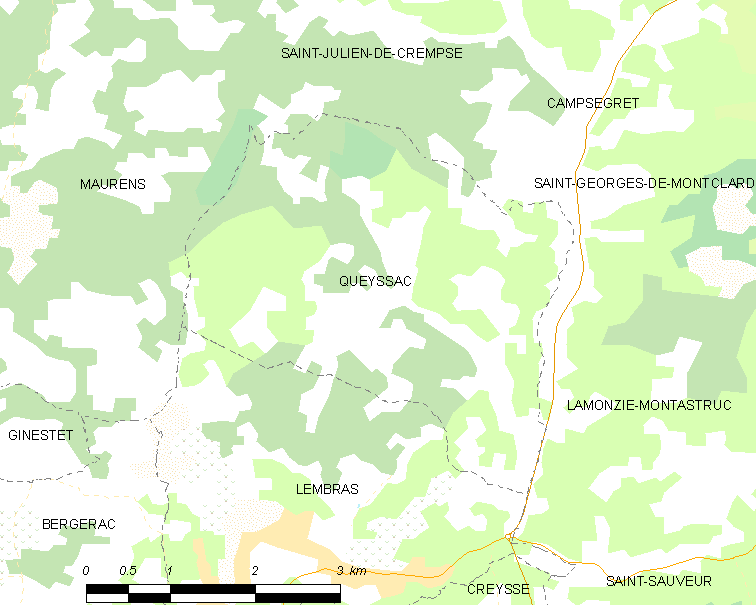
凯萨克的OSM定位图

凯萨克的时区为UTC+01:00、UTC+02:00（夏令时）。

## 行政
凯萨克的邮政编码为24140，INSEE市镇编码为24345。

## 政治
凯萨克所属的省级选区为贝尔热拉克第二县。

## 人口

1962-2008年间凯萨克人口变化图示

凯萨克于2022年1月1日时的人口数量为530人。